# Arieșu de Câmp
Arieșu de Câmp – wieś w Rumunii, w okręgu Marmarosz, w gminie Ardusat. W 2011 roku liczyła 274 mieszkańców.